# Bande de précipitations
Une bande de précipitations est une structure complète de nuages et des précipitations associées suffisamment allongée pour permettre de lui donner une orientation. On peut retrouver ce type de structure dans des précipitations stratiformes mais le plus souvent elle est associée à des précipitations convectives, autant de pluie que de neige. Vue sur un affichage d'un  radar météorologique, elle montre une zone de réflectivités plus fortes de forme allongée, qui peut ou non être imbriquée dans des précipitations plus faibles. Sur une photographie d'un satellite météorologique, elle peut prendre la forme d'une bande allongée de nuages ou d'une zone allongée de nuages plus froids et épais. On les retrouve dans les cyclones tropicaux, dans les dépressions des latitudes moyennes, dans les situations de forçage orographique et dans celles de ligne de grain. Ces bandes sont associées avec de forts taux de précipitations et à des zones ou l'air est instable.

## Dépressions des latitudes moyennes

Image radar composite montrant les précipitations associées avec une dépression hivernale sur le centre du continent nord-américain. Il est à noter la bande de précipitations allongée vers le sud-ouest qui se trouve à l'avant d'un front froid et qui renferme des orages

### Front chaud
À l'avant d'un front chaud ou d'un front occlus, les mouvements verticaux sont faibles mais à grande échelle ce qui provoque des zones de précipitations stratiformes très étendues. Cependant, l'air peut être localement instable et des zones plus intenses peuvent prendre la forme de bandes. En général l'air est stable : lors d'un déplacement vertical, la poussée d'Archimède ramènera l'air déplacé vers son niveau initial. De même, lors d'un déplacement latéral qui changera le facteur de Coriolis de la parcelle, la force de Coriolis la ramènera à son point de départ. Par contre, lors d'un déplacement latéral et vertical en même temps, la parcelle peut ne pas revenir à l'endroit de départ si certaines conditions se présentent et plutôt partir à osciller pour donner des bandes convectives. Cette situation est appelée « convection oblique » dans une zone d'instabilité symétrique conditionnelle.

### Front froid et secteur chaud
Les bandes de précipitations organisées sont beaucoup plus communes dans le secteur chaud d'un cyclone extratropical, en particulier à l'avant d'un creux barométrique ou du front froid. La masse d'air y est riche en humidité et le gradient thermique adiabatique est souvent instable. De plus, le cisaillement des vents avec l'altitude est important. Les deux premiers items permettent de déclencher des nuages convectifs, tels les cumulus congestus ou les cumulonimbus, alors que le troisième les associe en lignes appelées « lignes de grain »,.
Des bandes plus larges et stratiformes peuvent s'étendre derrière le front froid quand celui-ci est un front anabatique.

### Goutte froide
Derrière un front froid dans une goutte d'air froid synoptique, l'air est instable et des précipitations convectives peuvent se produire, en particulier, dans la tête de nuages associée avec une dépression en occlusion dans le secteur appelé le trowal. Des bandes de pluie ou de neige fortes de 30 à 80 km de large peuvent ainsi donner de fortes accumulations en peu de temps. Ces zones sont associées avec le développement d'un front ou un contraste de température marqué.

## Effets locaux et de méso-échelle

Animation des échos du radar météorologique de Buffalo montrant le corridor suivi par des bourrasques de neige sortant des lacs Érié et Ontario (Source: NWS)

Divers effets locaux peuvent donner des précipitations le long d'un corridor ou d'une bande. Par exemple, en hiver, des averses intenses vont se produire si un flux d'air arctique passe en aval de plans d'eau encore libres de glace. Tant que la circulation vient de la même direction et que la glace ne recouvre pas le plan d'eau, les averses dureront et pourront laisser plusieurs dizaines de centimètres dans une bande très étroite de terrain.
De la même manière, dans une circulation atmosphérique perpendiculaire à une chaîne de montagnes, l'air sera forcé de remonter la pente. La pression atmosphérique diminuant avec l'altitude, la température de l'air diminue, par détente adiabatique, d'abord selon le taux adiabatique sec. Si l'humidité est assez grande au départ, la vapeur d'eau contenue dans l'air va se condenser à partir du niveau où il atteint la saturation et former des nuages puis des précipitations. Celles-ci formeront une bande parallèle à l'obstacle. L'intensité de la pluie ou de la neige sera accentuée par la formation d'un courant-jet de barrière, le long du même axe.
Dans une masse d'air instable mais isotrope, un ensemble d'orages peut se développer et se répartir avec le temps en zone ou en ligne. Il s'agit des systèmes convectifs de méso-échelle (SCM). Ces entités peuvent occuper de plusieurs dizaines à quelques centaines de kilomètres de longueur ou de diamètre. Ces systèmes météorologiques sont souvent associés avec du temps violent car les orages intenses qui les composent peuvent produire des pluies torrentielles causant des inondations, des vents de plus de 90 km/h et parfois de la grosse grêle ou des tornades. Ces phénomènes, même s'ils ont une durée de vie en général plus limitée que ceux produits par les dépressions synoptiques, affectent quand même de larges zones à cause du déplacement du système. Ceux qui forment des bandes de précipitations sont les derechos et les grains en arc,.
Finalement, les brises de mer ou de lac qui rencontrent des vents de direction différentes à l'intérieur de terres causent une zone de convergence. Lorsque les conditions d'humidité de stabilité sont propices des nuages se forment le long de cette frontière donnant des bandes de pluie ou de neige, selon la saison.

## Cyclones tropicaux

Boucle de PPIs de réflectivité (en dBZ) montrant l'évolution de l'ouragan Katrina (NOAA).

Parmi les bandes de précipitations les plus connues, on note les bandes spiralées de pluie qui entourent le centre des cyclones tropicaux. La formation de ces bandes requiert beaucoup d'humidité et un réservoir d'air frais près de la surface alors que l'air juste au-dessus de l'océan est plus chaud. Dans cette situation l'air est très instable et quand survient une convergence qui soulèvera l'air de surface, des orages intenses se développeront. On divise ces bandes en deux catégories : bandes internes et externes.
Les orages des bandes internes doivent leur regroupement à l'action des ondes de Rossby et se trouvent entre le mur de l’œil du cyclone et une distance de 2 à 3 fois celle où se trouvent les vents maximaux de la tempête. Les bandes externes, situées entre 80 et 150 km du centre dépressionnaire tournent en s'éloignant de celui-ci et s'alignent dans les crêtes des ondes de gravité générées par le système. Ces deux types de bandes donnent de la pluie abondante et des rafales violentes de vent. Le mur de nuage entourant œil du cyclone produit lui aussi une bande de précipitations. Ce mur peut être double et le mur externe prenant éventuellement le relais sur celui interne.
Les bandes en spirales et le mur de œil sont tellement caractéristiques du développement d'un cyclone tropical que la technique la plus courante pour évaluer leur intensité, du météorologue américain Vernon Dvorak, est fondée sur l'observation des bandes de nuages sur les images du satellite météorologique,. Selon cette technique, la différence de température entre l’œil et le mur, ainsi que la forme des bras spiralés, permet d'estimer les vents maximums du cyclone et sa pression centrale.
Plusieurs expériences ont étudié ce phénomène dont le projet Stormfury et l'expérience RAINEX.